# Einar Steensnæs
Einar Steensnæs, né le 10 mars 1942, est un homme politique norvégien, faisant partie du parti populaire chrétien.
Il a été représentant parlementaire de Rogaland de 1993 à 1997, ministre de l'Éducation et des Affaires religieuses de 1989 à 1990, ainsi que ministre du Pétrole et de l'Énergie de 2001 à 2004.